# Biologische Methanisierung
Die biologische Methanisierung (auch mikrobielle Methanisierung) ist ein Konversionsverfahren zur Erzeugung von Methan mit Hilfe von hochspezialisierten Mikroorganismen (Archaeen) in einer technischen Anlage. Dieses Verfahren kann in einer Power-to-Gas-Anlage zur Gewinnung von Biomethan eingesetzt werden und wird im Rahmen der Energiewende als wichtige Speichertechnologie für fluktuierende erneuerbare Energien bewertet. Das Verfahren wurde 2015 in der weltweit ersten Power-to-Gas-Anlage dieser Art in die Praxis umgesetzt.

## Begriffsklärung
Die biologische Methanisierung beinhaltet das Prinzip der sogenannten Methanogenese, einem spezifischen, anaeroben Stoffwechselweg, in dem Wasserstoff und Kohlenstoffdioxid zu Methan umgesetzt werden. Analog zum biologischen Prozess existiert ein chemisch-katalytisches Verfahren, auch bekannt als Sabatier-Prozess.

## Funktionsweise
Hochspezialisierte Mikroorganismen, sog. Archaeen, wandeln biokatalytisch die Verbindungen Wasserstoff (H2) und Kohlenstoffdioxid (CO2) zu Methan (CH4) um. Die dafür relevanten mikrobiellen Stoffwechselprozesse laufen unter strikt anaeroben Bedingungen und in einer wässrigen Umgebung ab.
{\displaystyle \mathrm {4\;H_{2}+CO_{2}\rightarrow CH_{4}+2\;H_{2}O} \qquad \Delta G^{\circ }=-136{,}0\,{\frac {\mathrm {kJ} }{\mathrm {mol\,CH_{4}} }}}
Für das Verfahren geeignete Archaea sind sog. Methanogene mit einem hydrogenotrophen Stoffwechsel. Sie lassen sich grundlegend den Gattungen Methanopyrales, Methanobacteriales, Methanococcales und Methanomicrobiales zuordnen. Diese Methanbildner sind in der Natur an verschiedene anaerobe Lebensräume und Milieubedingungen angepasst. Grundlegend benötigen Methanogene wässrige, anoxische Milieubedingungen mit mindestens 50 % Wasser und einem Redoxpotential von kleiner −330 mV. Die Methanogenen bevorzugen leicht saure bis alkalische Lebensbedingungen und werden in einem sehr breiten Temperaturbereich zwischen 4 und 110 °C gefunden.

## Mögliche Anwendungen der biologischen Methanisierung
Die biologische Methanisierung kann als In-situ-Verfahren innerhalb eines Fermenters (s. Abbildung 3.1) oder als Ex-situ-Verfahren in einem separaten Reaktor erfolgen (s. Abbildungen 3.2 bis 3.4).

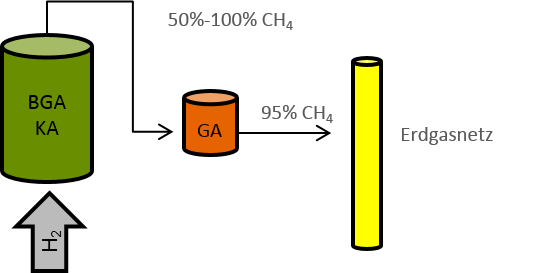
3.1 Biologische Methanisierungsanlage. BGA = Biogasanlage; KA = Kläranlage; GA = Gasaufbereitungsanlage

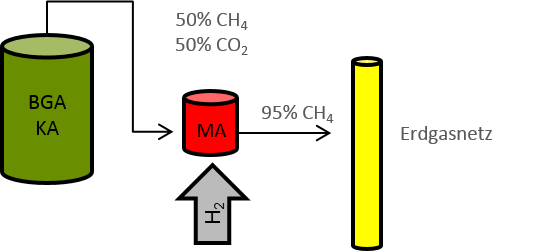
3.2 Biologische Methanisierungsanlage. BGA = Biogasanlage; KA = Kläranlage; MA = Methanisierungsanlage

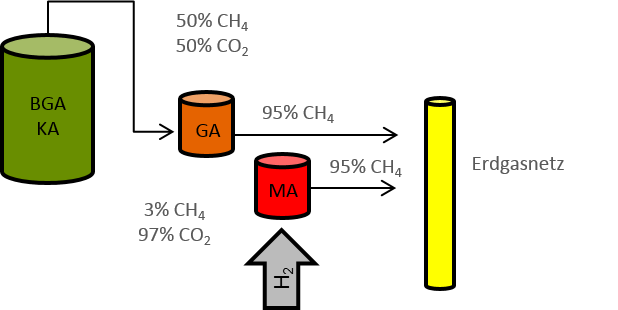
3.3 Biologische Methanisierungsanlage. BGA = Biogasanlage; KA = Kläranlage; GA = Gasaufbereitungsanlage; MA = Methanisierungsanlage

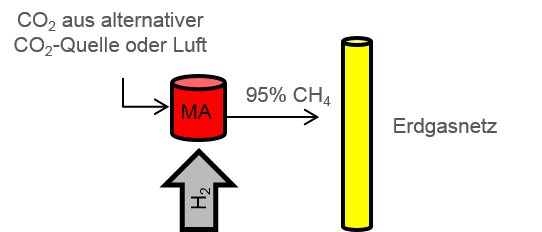
3.4 Biologische Methanisierungsanlage. MA = Methanisierungsanlage

### Biologische Methanisierung in einer Biogas- oder Kläranlage mit einer Gasaufbereitungsanlage (In-situ-Verfahren)
Der Wasserstoff wird für die biologische Methanisierung direkt in das Gärmaterial eines Fermentationsprozesses gegeben und erfolgt anschließend im durchgasten Fermentermaterial. Das Gas wird je nach Reinheit vor der Einspeisung ins Gasnetz zu Methan aufgereinigt.

### Biologische Methanisierung an einer Biogas- oder Kläranlage ohne Gasaufbereitungsanlage (Ex-situ-Verfahren)
Die biologische Methanisierung erfolgt in einer separaten Methanisierungsanlage. Das Gas wird vor der Einspeisung ins Gasnetz vollständig zu Methan umgewandelt.

### Biologische Methanisierung an einer Biogas- oder Kläranlage mit einer Gasaufbereitungsanlage (Ex-situ-Verfahren)
Das in der Gasaufbereitungsanlage erzeugte Kohlenstoffdioxid wird in einer separaten Methanisierungsanlage unter Zugabe von Wasserstoff zu Methan umgewandelt und kann anschließend in das Erdgasnetz eingespeist werden.

### Biologische Methanisierungsanlage in Verbindung mit einer beliebigen Kohlenstoffdioxid-Quelle (Ex-situ-Verfahren)
In einer separaten Methanisierungsanlage wird Wasserstoff zusammen mit Kohlenstoffdioxid zu Methan umgewandelt und anschließend in das Erdgasnetz eingespeist (Stand-alone-Lösung).

## Realisierung in der Praxis
Seit März 2015 speist die weltweit erste Power-to-Gas-Anlage in Allendorf (Eder) synthetisches Biomethan, das mit Hilfe der biologischen Methanisierung erzeugt wird, in das öffentliche Erdgasnetz ein. Die Anlage hat eine Einspeiseleistung von 15 Nm³/h Methan, das entspricht rund 400.000 kWh pro Jahr. Mit dieser erzeugten Gasmenge könnte jährlich eine Strecke von 750.000 km mit einem CNG-Fahrzeug klimaneutral zurücklegt werden. Ab 2016 gingen europaweit vereinzelte weitere Anlagen in Betrieb, vor allem in Dänemark und der Schweiz. In Deutschland beschränkt sich die Realisierung fast ausschließlich auf Pilot- und Demonstrationsanlagen, oft im  universitären Umfeld.